# Kanton Blois-5
Der Kanton Blois-5 war von 1982 bis 2015 ein französischer Wahlkreis im Arrondissement Blois, im Département Loir-et-Cher und in der Region Centre-Val de Loire; sein Verwaltungssitz war Blois. Der offizielle Name gemäß Insee war Blois 5e Canton. 

## Gemeinden
Der Kanton bestand aus fünf Gemeinden und einem Teil der Stadt Blois. In der nachfolgenden Tabelle ist für alle Gemeinden jeweils die gesamte Einwohnerzahl angegeben.
| Gemeinde                  | Einwohner Jahr | Fläche km² | Bevölkerungsdichte | Code INSEE | Postleitzahl |
| ------------------------- | -------------- | ---------- | ------------------ | ---------- | ------------ |
| Blois                     | 45.539 (2013)  | –          | – Einw./km²        | 41018      | 41000        |
| Fossé                     | 1309 (2013)    | –          | – Einw./km²        | 41091      | 41330        |
| Marolles                  | 754 (2013)     | –          | – Einw./km²        | 41128      | 41330        |
| Saint-Bohaire             | 504 (2013)     | –          | – Einw./km²        | 41203      | 41330        |
| Saint-Lubin-en-Vergonnois | 713 (2013)     | –          | – Einw./km²        | 41223      | 41190        |
| Saint-Sulpice-de-Pommeray | 1830 (2013)    | –          | – Einw./km²        | 41230      | 41100        |